# خورشیدگرفتگی ۲۶ اکتبر ۲۰۸۷
خورشیدگرفتگی ۲۶ اکتبر ۲۰۸۷ (به انگلیسی: Solar eclipse of October 26, 2087) یک خورشیدگرفتگی از نوع خورشیدگرفتگی جزئی است. این خورشیدگرفتگی در تاریخ ۲۶ اکتبر ۲۰۸۷ میلادی (‎۴ آبان ۱۴۶۶ خورشیدی) روی خواهد داد که زمان اوج آن، ساعت ۱۱:۴۶:۵۷ به‌وقت ساعت هماهنگ جهانی است.